# Louisa (Kentucky)
Louisa ist eine City und Sitz der County-Verwaltung (County Seat) im Lawrence County im US-Bundesstaat Kentucky. Das U.S. Census Bureau hat bei der Volkszählung 2020 eine Einwohnerzahl von 2679 ermittelt.
Der Ort liegt im  Nordosten von Kentucky, an der Grenze zu West Virginia. Die gesamte Länge der Grenze zwischen Kentucky und West Virginia wird durch die beiden Grenzflüsse Tug Fork im Süden und Big Sandy River im Norden abgedeckt. Bei Louisa sorgt der Levisa Fork durch den Zusammenfluss für den Namenswechsel. Der Big Sandy River mündet nach nur gut 40 Kilometern in den Ohio. 

## Persönlichkeiten
- Laban T. Moore (1829–1892), Politiker
- John McConnell Rice (1831–1895), Politiker
- Fred M. Vinson (1890–1953), Politiker